# Illzach
Illzach là một xã trong tỉnh Haut-Rhin, thuộc vùng Grand Est của nước Pháp, có dân số là 14.947 người (thời điểm 1999). Illzach nằm cạnh sông Ill, về phía bắc của thành phố Mulhouse.

## Thông tin nhân khẩu
| 1962  | 1968   | 1975   | 1982   | 1990   | 1999   |
| ----- | ------ | ------ | ------ | ------ | ------ |
| 6.688 | 10 575 | 14 988 | 15 396 | 15 485 | 14 947 |